# Dionysios Kásdaglis
Dionysios Kasdaglis (10 de octubre de 1872 - 1931) fue un tenista greco-egipcio, que compitió en los Juegos Olímpicos de Atenas 1896.
Kasdaglis, el único deportista oriundo de Egipto, consiguió acceder a las finales de los dos eventos, individual y dobles, del programa de tenis de los Juegos Olímpicos de Atenas 1896. En primera ronda del torneo individual, derrotó al francés Defert; en cuartos haría lo propio con el griego Konstantinos Akratopoulos; y en la semifinal vencería a Momcsilló Tapavicza de Hungría; paa caer en la final ante el británico John Pius Boland. Esta medalla conseguida por Kasdaglis es considerada para Grecia, por el Comité Olímpico Internacional.
En el torneo de dobles, Kasdaglis formó dupla con Demetrios Petrokokkinos en un equipo de nacionalidad mixta. Derrotaron a los griegos Konstantinos Paspatis y Evangelos Rallis en la primera ronda, y a la dupla británica-australiana de George S. Robertson y Edwin Flack en las semifinales. En la final, Kasdaglis nuevamente caería derrotado por Boland, esta vez formando dupla con el alemán Friedrich Traun. Kasdaglis y Petrokokkinos perdieron ese partido, otorgándole a Kasdaglis su segunda presea de plata.